# Alpinistim

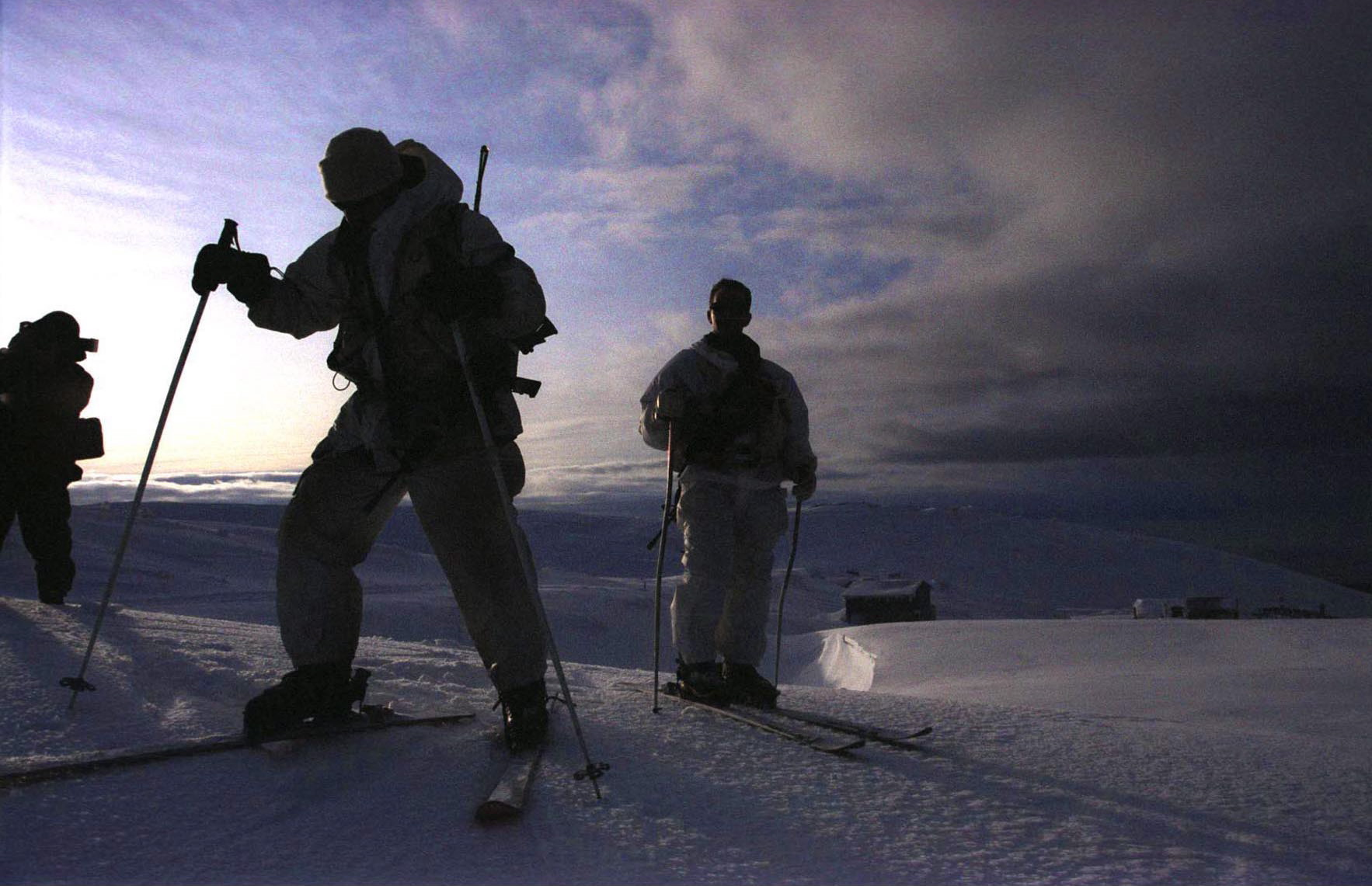
Ausgewählte Alpinistim bei einer Wehrübung am Chermon, 2004

Die Alpinistim (hebräisch יְחִידַת הָאַלְפִּינִיסְטִים Jɘchīdat haʾAlpīnīsṭīm, deutsch ‚Einheit der Alpinisten‘) sind eine Spezialeinheit der Israelischen Streitkräfte für den Gebirgskrieg.
Sie untersteht dem Israelischen Nordkommando und wird derzeit von Sgan Aluf Schimʿon Prienta befehligt. Mit dem Alpinzug der Sajjeret MaṬKaL bildet sie die israelische Gebirgstruppe.
Die Alpinistim sind eine Reserveeinheit, deren Angehörige jedoch sogar für israelische Verhältnisse oft Wehrübungen ableisten (45 bis 60 Tage statt der üblichen 30 Tage milluʾim jährlich). Sie rekrutieren sich aus den ehemaligen Angehörigen der Sajjeret Golani und Soldaten mit Gebirgskampfausbildung anderer Staaten, die vom Recht auf Rückkehr Gebrauch gemacht haben. Die Einheit unterhält eine Winterkampfschule für Angehörige anderer IDF-Einheiten und ist auch als Bergrettung aktiv. Aufgrund der überschaubaren Schneefallgebiete Israels erfolgt die Ausbildung teilweise bei befreundeten Streitkräften, so zum Beispiel in den USA und Frankreich. Aufgrund dieser Möglichkeit zu Auslandsreisen erfreut sich der Dienst bei den Alpinistim durchaus einer gewissen Beliebtheit.
Die Alpinistim sind auf den Kampf in Gebirge und ungewöhnlichem Gelände spezialisiert, vor allem am Berg Chermon (Hermon) im Gebirge Golan. Sie werden auch für Kommandomissionen hinter den feindlichen Linien eingesetzt.
Die Alpinistim sind in diversen Winterkampftechniken ausgebildet, zum Beispiel im Schießen und Angreifen während einer Skifahrt oder mit einer Pistenraupe. Ihre Standardwaffen sind das Sturmgewehr M4, das Sturmgewehr Tavor TAR-21, das leichte Maschinengewehr IMI Negev sowie verschiedene Scharfschützengewehre (meist M24 oder SR-25).

## Geschichte
Während des Jom-Kippur-Krieges erstürmte am 6. Oktober 1973 eine mit Transporthubschraubern gelandete Kommandoeinheit des syrischen 82. Fallschirmjägerregiments einen Horchposten des israelischen Militärgeheimdienstes Aman auf dem syrischen, 2.800 m hohen und schneebedeckten Berg Chermon in den Golanhöhen. Von den 41 Militärtechnikern und 13 Infanteristen der israelischen Besatzung fielen 18 und 31 wurden verwundet. Die streng geheime Lauschausrüstung wurde unverzüglich von syrischen und sowjetischen Spezialisten ausgewertet. Ein erneuter israelischer Besetzungsversuch mit zwei Kompanien der Golani-Brigade am 8. Oktober scheiterte zunächst mit Verlusten von 25 Toten und 51 Verwundeten. Erst am 22. Oktober gelang den Golanis die Wiederbesetzung von Berg und Lauschstation, wobei 55 Soldaten der Brigade fielen und 79 verletzt wurden, weil die syrischen Truppen in der Bergstellung mit Dragunow-Scharfschützengewehren und RPGs die anrückenden Israelis im deckungsarmen Gelände effektiv bekämpfen konnten. Das Gefecht war eines der blutigsten des ganzen Krieges.
Diese Erfahrungen und die immense Bedeutung des Horchpostens auf dem Chermon (von dem aus man sogar die Vororte von Damaskus sehen kann), führten 1974 zur Aufstellung der Alpinistim. Diese wurden bei der Invasion des Libanon 1982 im Schuf-Gebirge eingesetzt.
Der Kampf um den Chermon setzte sich als Abnutzungskrieg unter Einsatz von Scharfschützen und Stoßtrupps bis ins Frühjahr 2004 mit der Truppenentflechtung und der Stationierung von Blauhelmsoldaten der UNO fort.